# Sorø amt
Sorø amt (danska: Sorø Amt) var ett amt i östra Danmark. Amtet omfattade den sydvästra delen av ön Själland samt ett antal mindre närliggande öar som Sprogø, Agersø och Omø. De högsta punkterna inom amtets område var Gyldenløves Høj vid staden Ringsted (128 m ö.h.) samt Etterbjerg vid staden Slagelse (97 m ö.h.).
I området kring städerna Sorø och Ringsted finns ett antal insjöar som Sorø Sø, Tuelsø, Gyrstinge Sø och Haraldsted Sø. De avvattnas av ån Suså som tillsammans sjöarna Tystrup Sø och Bavelse Sø bildade gränsen mot dåvarande Præstø amt.
Sorø amt omfattade flera av Danmarks vackraste och bördigaste trakter. Mer än en tiondel av amtets areal var skog. Utöver residensstaden Sorø omfattade amtet även städerna Korsør, Ringsted, Skælskør och Slagelse.

## Administrativ historik
Sorø amt bildades när Danmarks län ersattes av amt 1662 och ersatte då det dåvarande slottslänet Sorø län. Det omfattade då endast Alsteds härad.
1748 gick Ringsteds amt (som omfattade Ringsteds härad) upp i Sorø amt. 1798 gick även Antvorskovs amt (som omfattade Vester och Øster Flakkebjergs härader) samt Korsørs amt (som omfattade Slagelse härad) upp i Præstø amt.
Amtet upphörde i samband med kommunreformen 1970 då det till större delen uppgick i det då nybildade Vestsjællands amt, medan en mindre del fördes till Storstrøms amt. Sedan kommunreformen 2007 tillhör området i sin helhet Region Själland.

## Härader
Sorø amt omfattade mellan 1798 och 1970 fem härader:

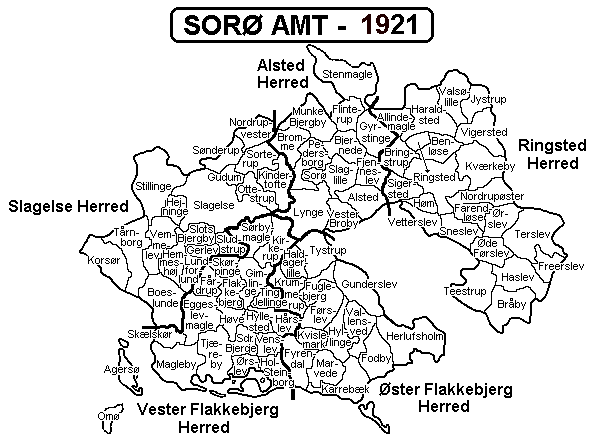
Karta över Sorø amt med dess indelning i härader och socknar.

- Alsteds härad
- Ringsteds härad
- Slagelse härad
- Vester Flakkebjergs härad
- Øster Flakkebjergs härad